# Бодг-Ґая
Бодг-Ґая або Бодгґая — місто в штаті Біхар, в Індії, розташоване в місці, де Будда досяг просвітлення. Бодг-Ґая відоме своїм храмовим комплексом, важливого місця паломництва буддистів з усього світу. Місто Бодг-Ґая розташоване за 96 кілометрів від Патни. Особливо відомим є Храм Магабодгі з алмазним троном (Ваджрасана) та святе дерево Бодхі біля храму. Це дерево було вирощене з насіння дерева Шрі Мага Бодгі на Шрі-Ланці, яке, у свою чергу, походить від оригінального дерева Магабодгі, під яким Будда знайшов Просвітлення.
Для буддистів Бодх-Гая — найважливіший з чотирьох центрів паломництва, пов'язаних з життям Будди, до яких належать також Кушинагар, Лумбіні та Сарнатг. 2002 року Храм Магабодгі було занесено до списку об'єктів Світової спадщини ЮНЕСКО.

## Історія

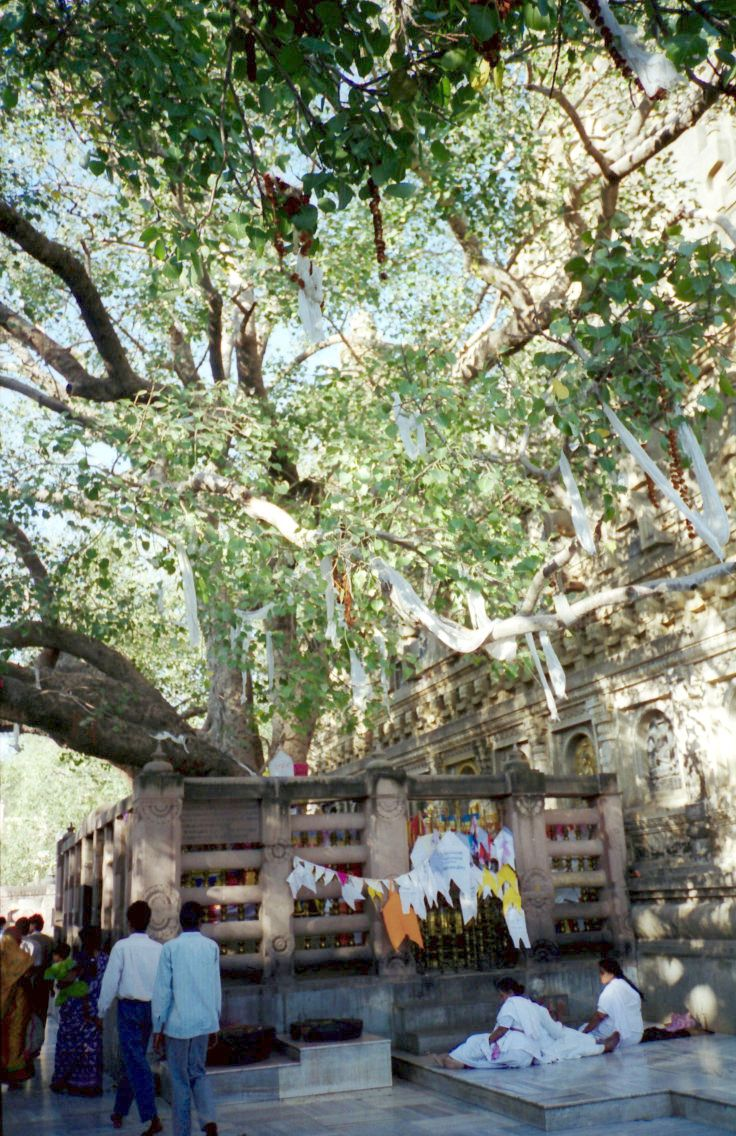
дерево Бодхі

За буддистською традицією, близько 500 до н. е. принц Сіддгартха Ґаутама, як мандрівний чернець, досяг берегів річки Фалгу біля міста Гая. Там він зупинився для медитації під деревом Бодхі (Фікус релігійний). Після трьох днів і трьох ночей медитації він досяг просвітлення, і знайшов відповіді на всі питання, які у нього були. Після цього він провів сім тижнів у медитаціях, закріплюючи свій досвід просвітлення. Далі він попрямував до Сарнатга, де почав навчати буддизму.
Його учні регулярно відвідували місце, де він досяг просвітлення, у повний місяць місяця Весак (квітень-травень) індуїстського календаря. Пізніше це місце отримало назву Бодг-Ґая.
Історія Бодг-Ґаї зафіксована в багатьох документах та написах, зокрема в оповіданнях китайських паломників Фа Сяня (V століття) та Сюаньцзана (VII століття). Тут був центр буддистської цивілізації аж до ісламського вторгнення тюркської армії в XIII столітті.

## Храм Магабодгі

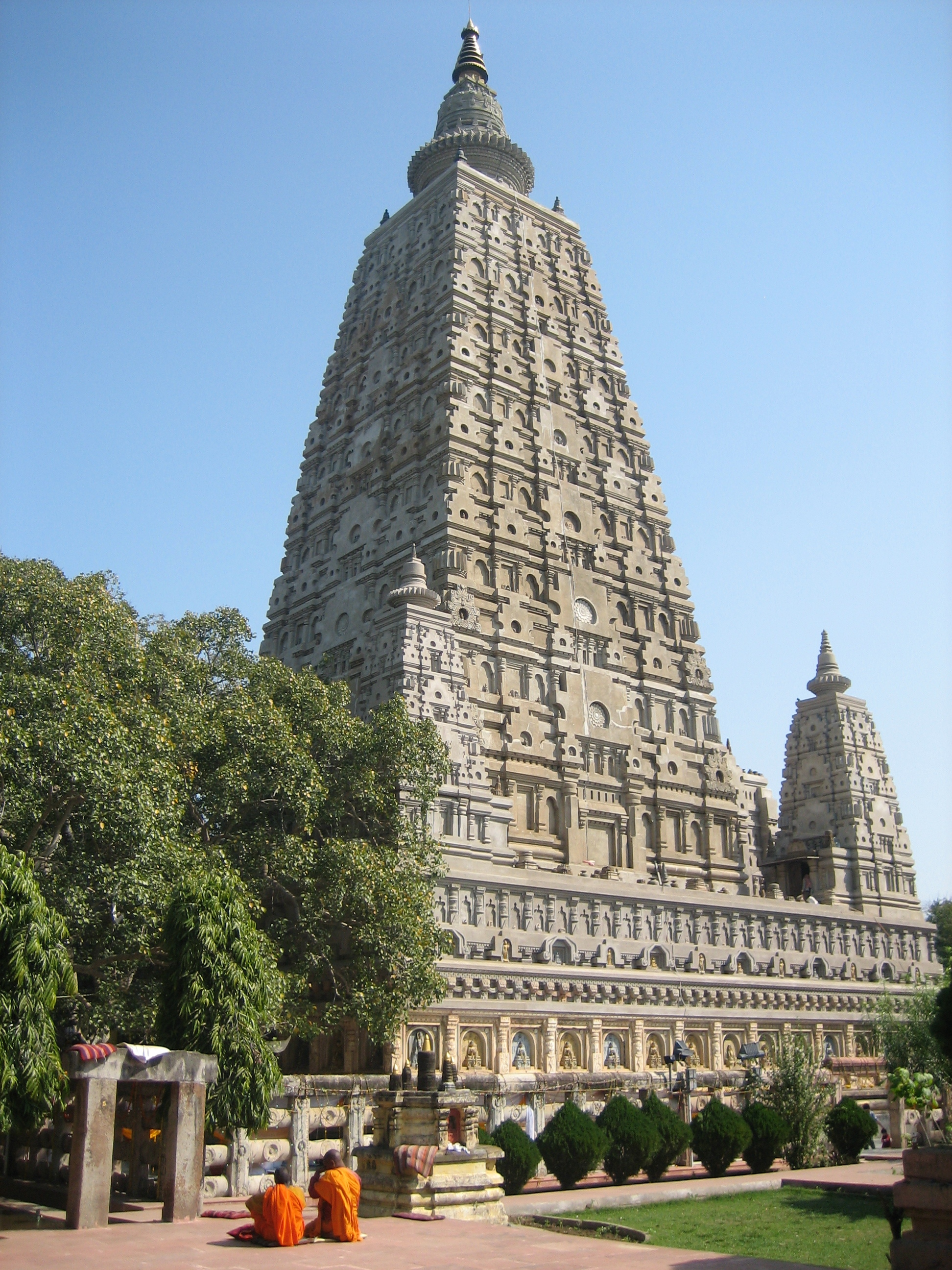
Храм Магабодгі

За переказами, через 250 років після Просвітлення Будди цар Ашока відвідав Бодг-Ґаю. Його вважають засновником храму Махабодхі.
Деякі історики вважають, що храм був побудований або перебудований у часи Кушанської імперії в I столітті. У часи занепаду буддизму в Індії, храм залишався покинутим та забутим, він був похований під товстим шаром ґрунту.
Храм був відновлений англійцями. У XIX столітті сер Александр Каннінгем провів реконструкцію храму в рамках Британського Археологічного Товариства. З 1883 року Александр Каннінгем, Дж. Д. Беглар та Раджендралал Міітра провели тут ретельні розкопки, завдяки яким Бодг-Ґая було відновлене в колишньому вигляді.

## Інші храми та пам'ятні місця
Весь комплекс храму Махгбодгі містить численні пам'ятні місця, пов'язані з Буддою Ґаутамою, його пошуками просвітлення та досягненнями.
Навколо храму Магабодгі згрупувалися монастирі та духовні буддистські місії різних країн, свої храми побудували Бутан, Китай, Японія, М'янма, Непал, Сіккім, Шрі-Ланка, Таїланд, Тибет та В'єтнам.
Кожний з храмів виконаний в стилі відповідної країни та прикрашений статуями Будди.
Навколо храмів розбито парки. У храмах та монастирях проводяться регулярні виступи буддистських вчителів, семінари та конференції.
У місті також є археологічний музей.

## Відомі особистості
У поселенні народився:
- Сакйонг Міпам Рінпоче (* 1962) — вчитель тибетського буддизму.

## Галерея

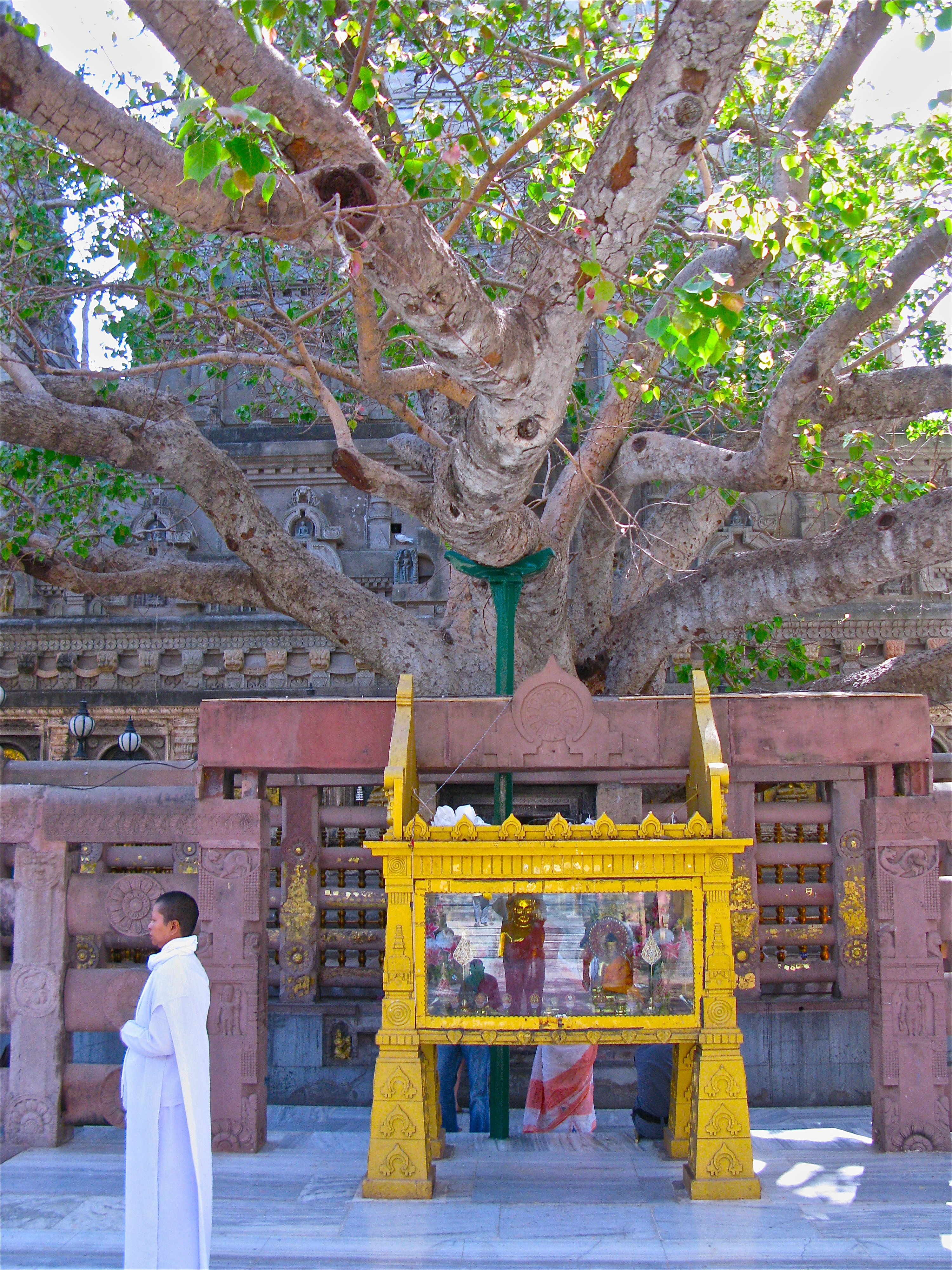
дерево Бодхі
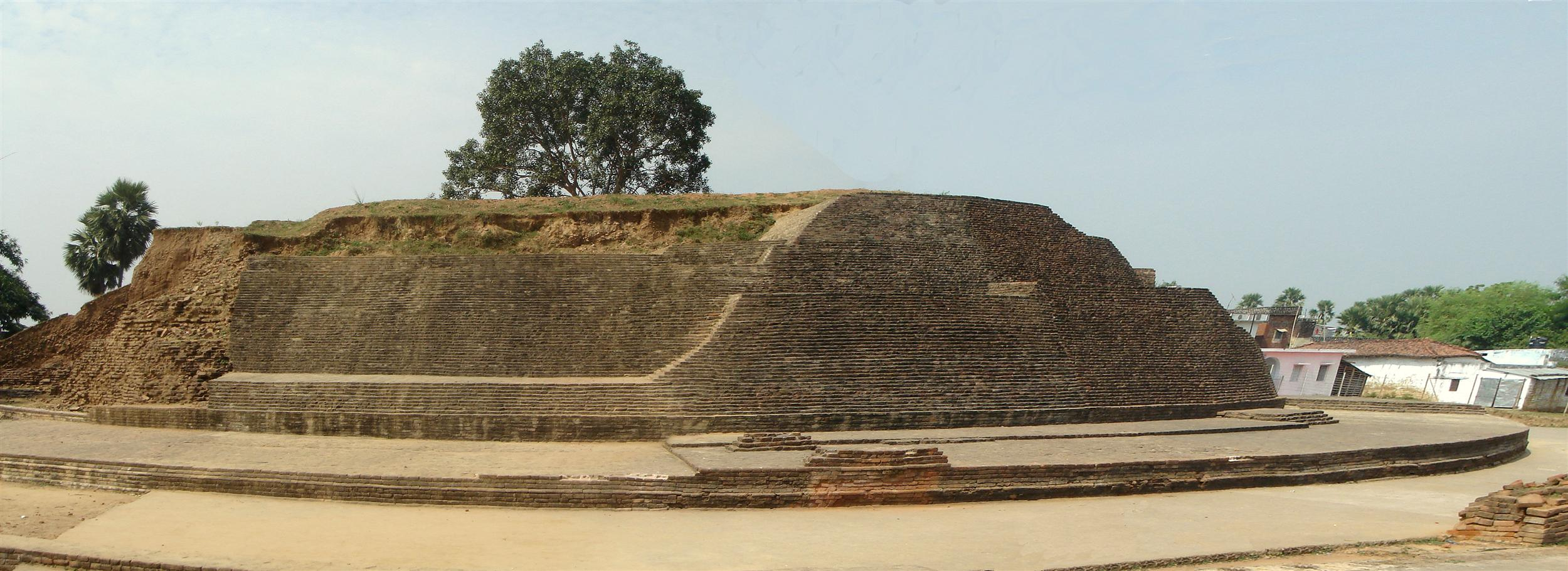
Ступа Суята Куті
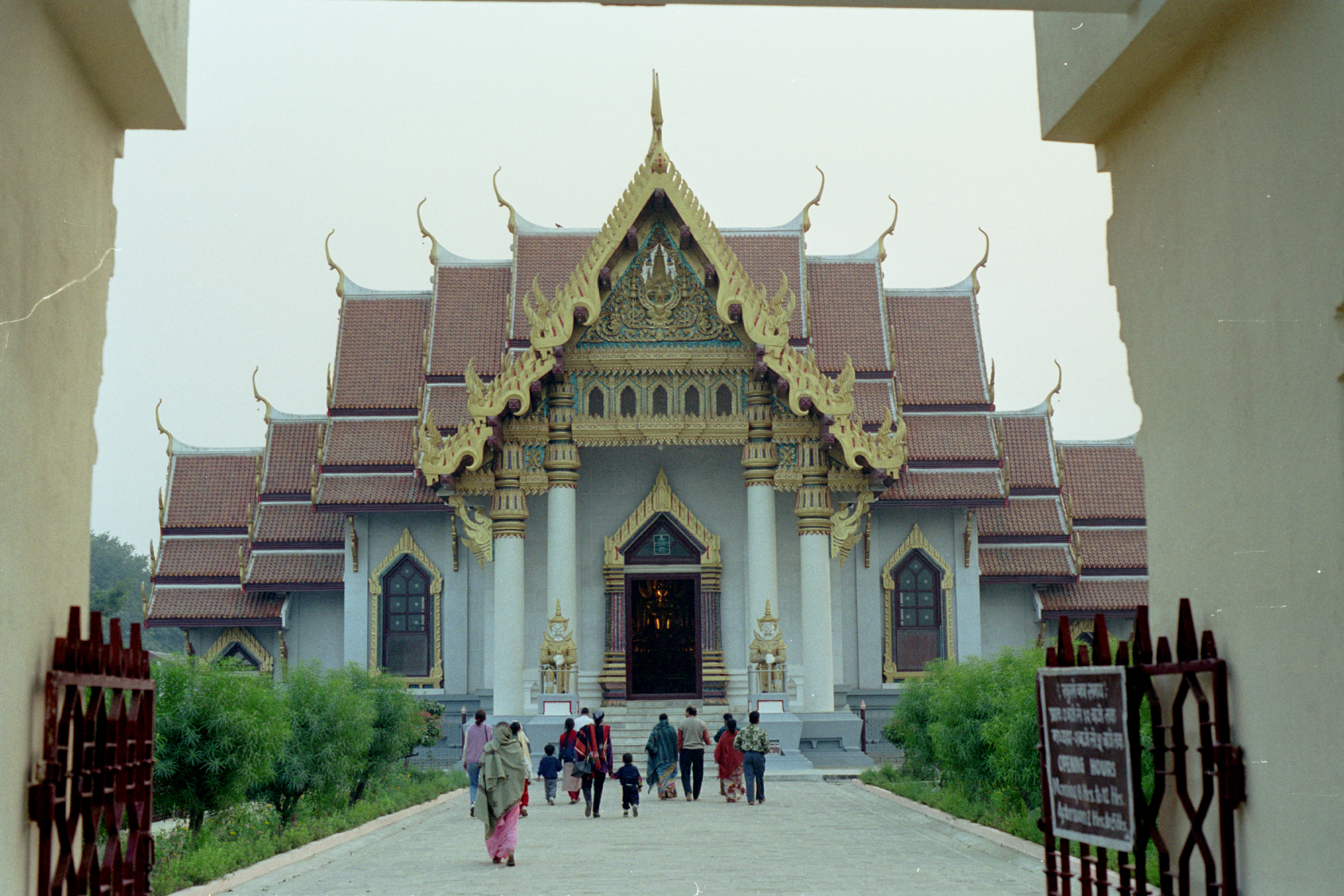
Таїландський храм
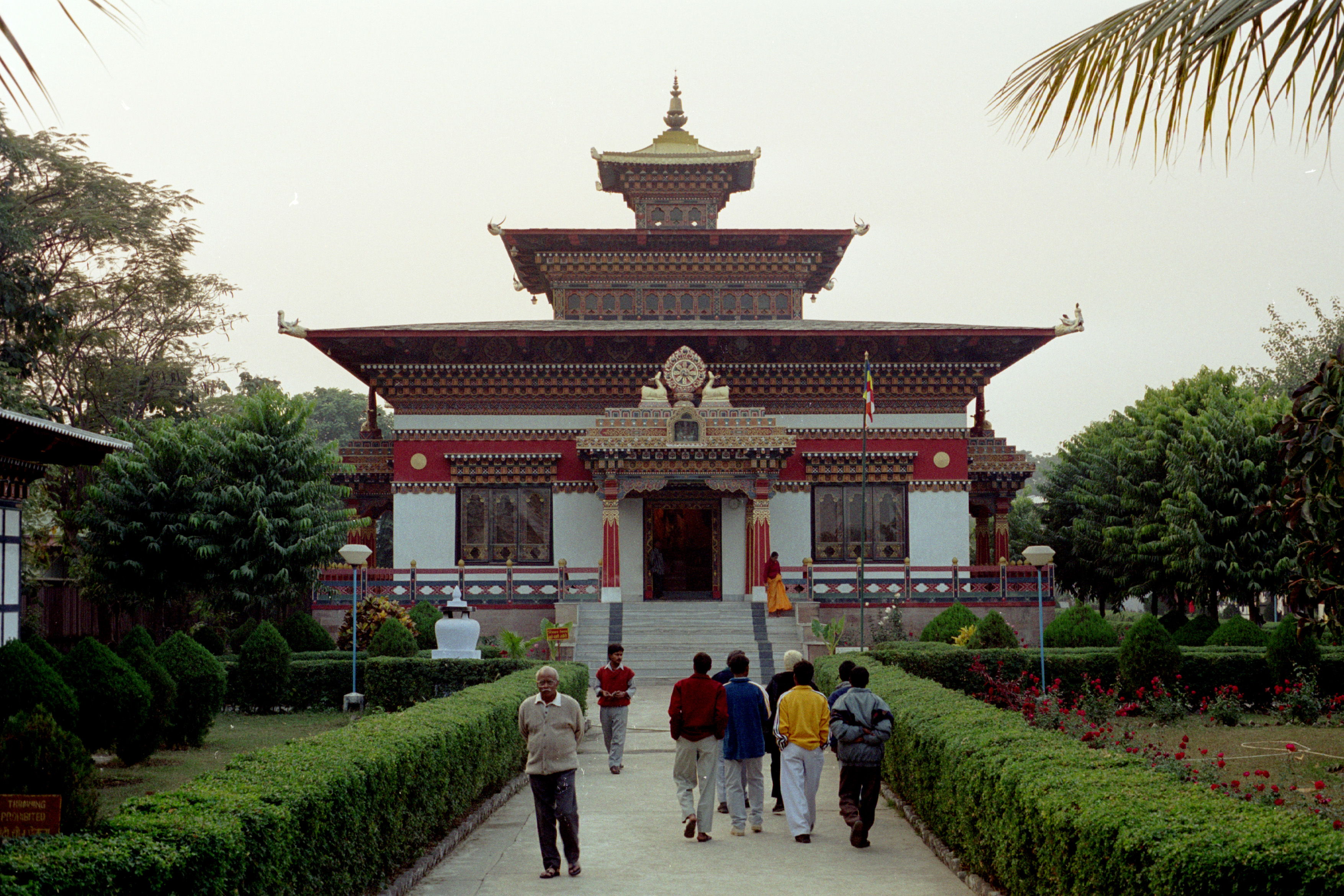
Бутанський храм
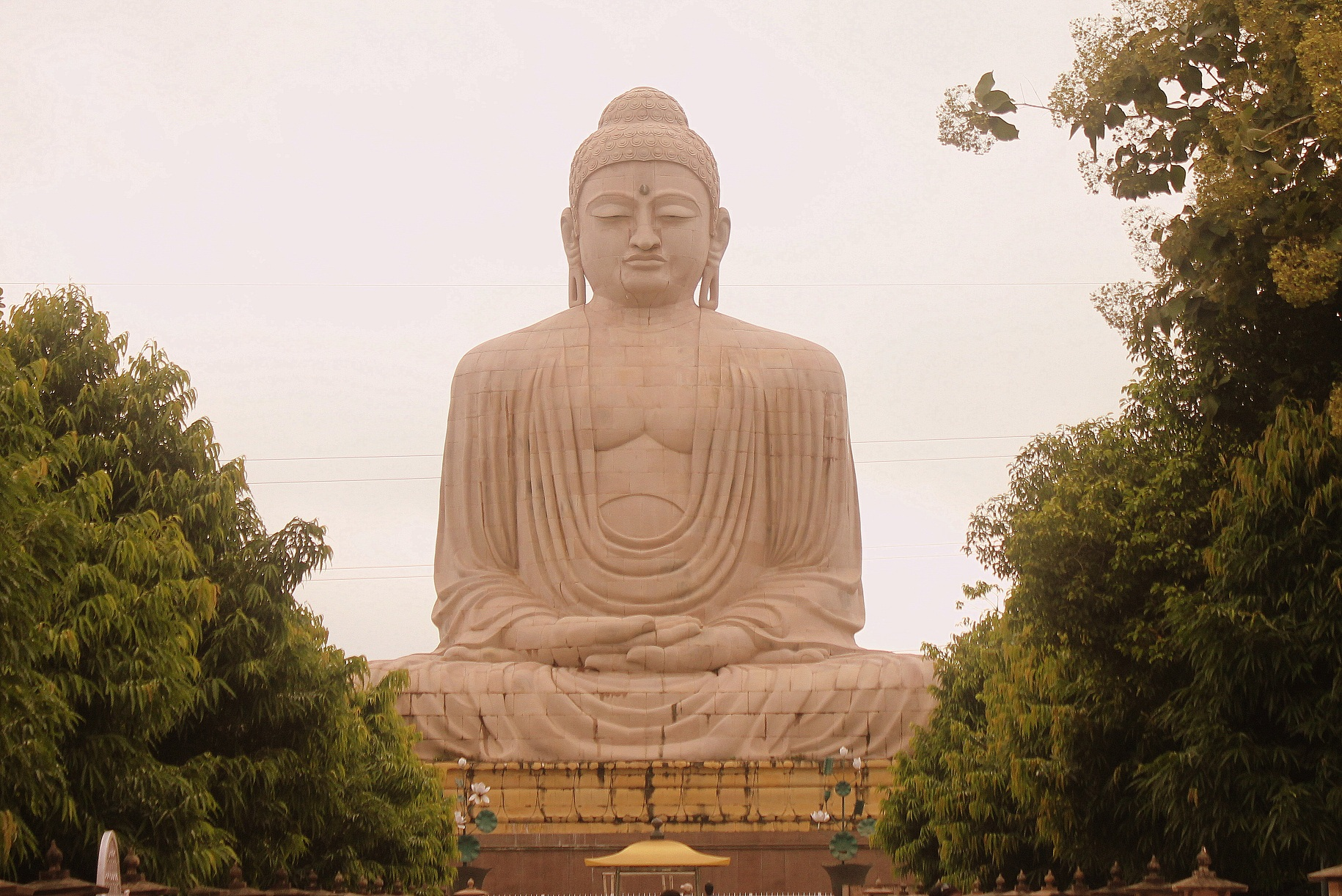
Будда біля японського храму
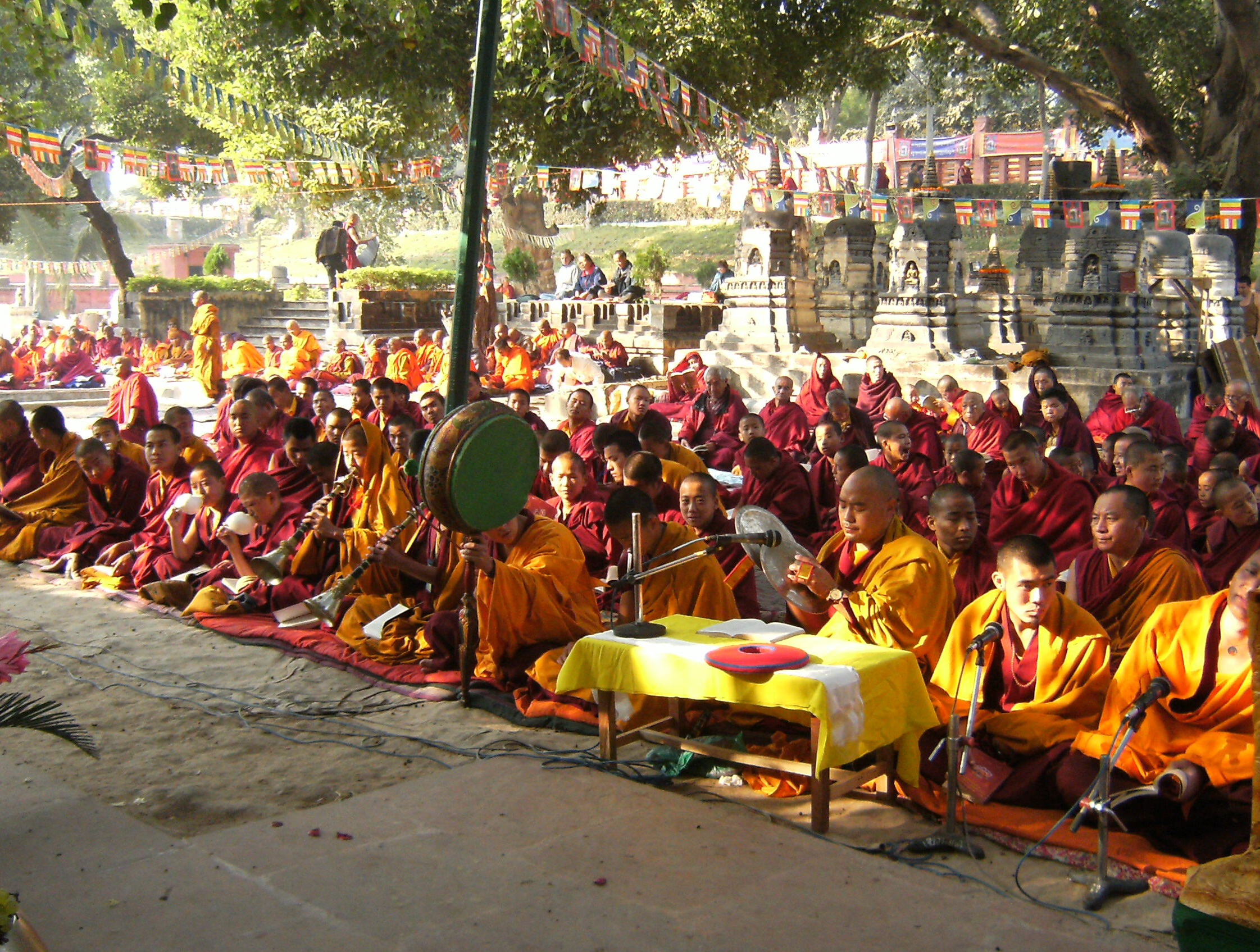
Тибетські ченці в Бодг-Ґаї